# Ptygippus brachypterus
Ptygippus brachypterus är en insektsart som beskrevs av Leo L. Mishchenko 1951. Ptygippus brachypterus ingår i släktet Ptygippus och familjen gräshoppor. Inga underarter finns listade i Catalogue of Life.